# Chá amarelo

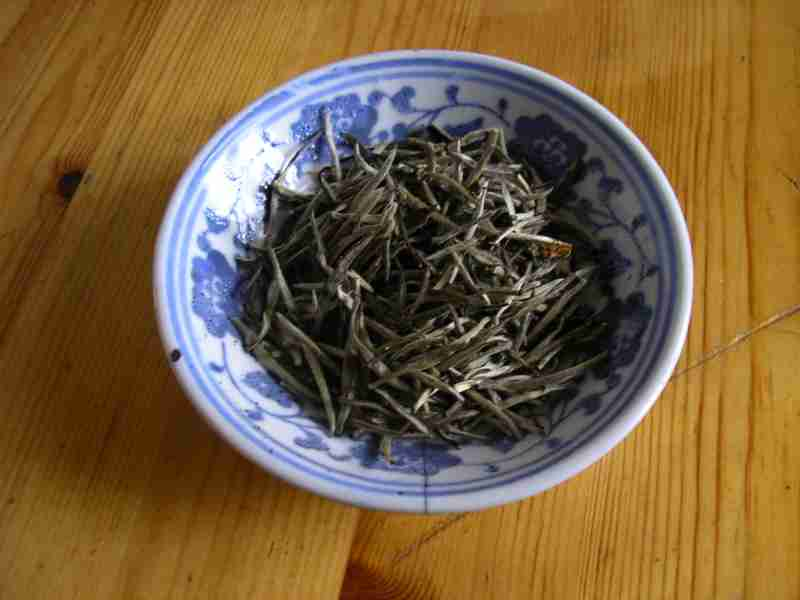
Chá Junshan Yinzhen, um dos dez principais chás chineses.

O chá amarelo (chinês: 黃茶; pinyin: huángchá) é um chá cuja produção se processa de maneira similar à do chá verde, mas com uma fase de secagem mais lenta, onde as folhas húmidas repousam até amarelecerem. Geralmente, o chá, é de uma aparência amarelo-esverdeada, com um aroma distinto daqueles do chá branco e do chá verde. Se for curado com outras ervas o seu aroma pode ser confundido com o do chá preto, mas podem ainda ser traçadas semelhanças com os chás verde e branco.
Pode também descrever chás de alta qualidade servidos nas Cortes Imperiais, embora esta designação possa ser aplicada a qualquer tipo de chá servido a título imperial.
Pode ser encontrado desidratada a granel ou em cápsulas com extrato. 

## Variedades de chá amarelo
Junshan Yinzhen (君山銀針)da província de Hunan, R.P. China, é um chá amarelo Agulha de Prata, um dos dez principais chás chineses.
Huoshan Huangyado Monte Huo, província de Anhui, R.P. China.
Meng Ding Huangya (蒙頂黃芽)do Monte Meng, província de Sichuan, R.P. China.
Da Ye Qingda província de Guangdong, R.P. China. Literalmente Verde de Folha Grande.
Huang Tangda província de Zhejiang, R.P. China. Literalmente Sopa Amarela.